# Taenaris subquadriocellata
Taenaris subquadriocellata är en fjärilsart som beskrevs av Embrik Strand 1911. Taenaris subquadriocellata ingår i släktet Taenaris och familjen praktfjärilar. Inga underarter finns listade i Catalogue of Life.